# Steffen Størseth
Steffen Skår Størseth (* 26. April 1975 in Stavanger) ist ein ehemaliger norwegischer Ruderer, der 1996 eine olympische Silbermedaille gewann.
Der 1,87 m große Størseth vom Stavanger Roklub gewann bei den Junioren-Weltmeisterschaften 1993 die Bronzemedaille im Doppelvierer. 1994 belegte er den fünften Platz bei den U23-Weltmeisterschaften. 1995 bildeten Steffen Størseth mit seinem Vereinskameraden Kjetil Undset einen Doppelzweier, mit dem sie bei den Weltmeisterschaften die Bronzemedaille hinter den Booten aus Dänemark und Deutschland gewannen. Im Jahr darauf siegten bei den Olympischen Spielen 1996 die Italiener Davide Tizzano und Agostino Abbagnale vor Størseth und Undset. Auch bei den Weltmeisterschaften 1997 und 1998 erhielten die beiden Norweger die Silbermedaille, in beiden Jahren siegten die deutschen Andreas Hajek und Stephan Volkert. 1999 wechselten Størseth und Undset in den Vierer ohne Steuermann, mit dem sie bei zwei Regatten im Ruder-Weltcup den zweiten Platz belegten, bei den Weltmeisterschaften 1999 kam der norwegische Vierer als fünftes Boot ins Ziel. Bei Størseths zweitem Olympiastart 2000 in Sydney erreichte der norwegische Vierer den neunten Platz.